# 천선과나무
천선과나무(Ficus erecta)는 한국 남부의 바닷가의 산기슭, 섬에 나는 낙엽 관목으로 높이는 2~4m이다. 껍질은 매끈하고, 가지는 회백색으로 털이 없다. 잎은 어긋나며, 도란상 타원형, 긴 타원형에 길이 5~10cm이다. 끝이 뾰족하고, 가장자리는 밋밋하며, 양 면에 털이 없고, 잎맥이 뚜렷하게 돌출한다. 꽃은 암수딴그루로 햇가지의 잎겨드랑이에 달리고, 꽃자루 위에 3개의 포가 있고, 포위에는 둥근 은화서가 있다. 수꽃은 꽃덮이 5~6장, 수술 3개이며 암꽃은 꽃덮이 3~5장, 암술대가 있다. 은화서가 자라서 열매가 된다. 열매는 수과, 자흑색으로 익는다. 개화기는 5~6월, 결실기는 9~10월이며, 어린잎과 열매는 식용한다.